# Tiệc prom
Tiệc prom, đôi khi còn gọi là dạ hội là một dạng vũ hội dành cho học sinh THPT. Những người đến dự nên mặc bộ Tuxedo bán chuẩn hoặc bộ com lê thông thường đối với nam và váy dạ hội đối với nữ. Sự kiện này thường được tổ chức vào thời điểm gần cuối năm học. Có thể có những buổi tiệc prom lớp 11 và lớp 12 tổ chức riêng rẽ hoặc cũng có thể kết hợp cả hai.